# Caleb Antill
Caleb Antill (Canberra, 8 agosto 1995) è un canottiere australiano, vincitore del bronzo nel quattro di coppia a Tokyo 2020.

## Biografia
La sua squadra di club è l'Australian National University Boat Club. È stato campione under 23 ai mondiali di Rotterdam 2016.
È stato vicecampione del mondo nel quattro di coppia ai mondiali di Plovdiv 2018, gareggiando con i connazionali Campbell Watts, Alexander Purnell e David Watts.
Ha rappresentato l'Australia ai Giochi olimpici estivi di Tokyo 2020, dove ha vinto la medaglia di bronzo nel quattro di coppia, con Jack Cleary, Luke Letcher e Cameron Girdlestone.
Ai mondiali di Račice 2022 ha vinto il bronzo nel due di coppia, con David Bartholot.

## Palmarès
- Giochi olimpici

Tokyo 2020: bronzo nel 4 di coppia;
- Mondiali

Plovdiv 2018: argento nel 4 di coppia;
Račice 2022: bronzo nel 2 di coppia;
- Mondiali U23

Rotterdam 2016: oro nel 4 di coppia;